# Григорян, Арам Арайикович
Арам Арайикович Григорян (род. 3 февраля 1990; Армения, Ереван) — армянский и российский борец дзюдо, самбо и бразильского джиу-джитсу. Участник всероссийских и международных соревнований. Чемпион мира по джиу-джитсу, чемпион Европы по самбо. Мастер спорта России по самбо.

## Биография
Арам родился 3 февраля 1990 года в Армении столицы Ереван.
В 1994-ом году переехал в Россию в город Тула. С 1996-го начал заниматься борьбой, Самбо, и Дзюдо в Тульском спортивном сообществе «Динамо». В то время уже бывал в Москве и периодически приезжал туда.
В 1997 году поступил в общеобразовательную школу «№4» города Тулы.
В 2004 году выполнил норматив кандидата в мастера спорта по самбо и дзюдо, в 2006 году выполнил норматив мастера спорта по Самбо и Дзюдо.
В 2007 году поступил в Тульский государственный педагогический университет «физической культуры, спорта и молодежной политики». В 2012 году его завершил.
В 2016 году Арам переехал в Калифорнию, США.
В июле 2020 года, он открыл свой собственный клуб «Olymp Fight Club» в Глендейле, штат Калифорния.
На данный момент продолжает заниматься спортом, в частности тренировать Дзюдо в Лос-Анджелесе.
Является сертифицированным национальным тренером по Дзюдо в США ,  имеет множество различных заслуг по спортивной деятельности.
Также имеет:
- Чёрный пояс 3 дан по Дзюдо
- Чёрный пояс по Джиу-джитсу

## Спортивные достижения
- Выиграл чемпионат Российского национального кадетского дивизиона (2005)
- Выиграл немецкий международный турнир по дзюдо в Берлине (2008)
- Выиграл второе место на чемпионате России среди юниоров по самбо (2010)
- Выиграл чемпионат Европы среди юниоров в Греции по самбо (2010)
- Выиграл Summer National 90kg Black Belt Senior Division (2016)
- Выиграл Национальный кубок президента США по дзюдо на 90 кг.
- Выиграл зимний национальный дивизион старшего черного пояса (2017, 2018, 2019)
- Выиграл чемпионат штата Калифорния Голден (2016, 2017, 2019, 2022)
- В 2019 году занял 2-е место на чемпионате мира по бразильскому джиу-джитсу
- В 2022 году занял 1-е мосто на Играх штата Калифорния и многих других турнирах по дзюдо в США
- Выиграл золотую медаль на чемпионате мира по джиу-джитсу 2022 года. (Дивизия Черного пояса)
- Выигрывал чемпионат Америки (3 раза)
- Мастер спорта России по Самбо
- Чёрный пояс 3 дан по Дзюдо
- Чёрный пояс по Джиу-джитсу

## Интересные факты
- У Арама есть Ассоциация дзюдо США Black Belt Third Dan (SANDAN)[9].
- Арам желает получить сертификат в США Judo Black Belt Fourth Dan (YODAN)[10].
- После открытия собственного клуба по дзюдо, он зарегистрировал более 200 своих студентов на членство в США по данному виду спорта[11]. Его студенты успешно выступали на турнире по дзюдо в Лас-Вегасе 2022 года, на турнире фанатиков дзюдо в Сан-Диего, на турнире по дзюдо Тайши 2022 года, на турнире Косэн Шосинкан 2022 года[12], на чемпионате штата Калифорния, Голден, на турнире Гэри Гольца, на международных, юношеских, Олимпийских играх 2022 года[13], где было завоёвано (6 золотых, 2 серебряных, 3 бронзовых медали)[14][15][16][17][18]